# Cisiny (województwo kujawsko-pomorskie)
Cisiny – (niem. Eibenhorst) osada w Polsce położona w województwie kujawsko-pomorskim, w powiecie świeckim, w gminie Lniano.
W latach 1975–1998 miejscowość administracyjnie należała do województwa bydgoskiego.
Wieś należy do sołectwa Mukrz, i jest zamieszkiwana przez 36 osób. Cisiny są położone opodal jeziora Mukrz i graniczą z Rezerwatem Cisy Staropolskie (gmina Cekcyn). Do miejscowości nie prowadzi ani jedna droga utwardzona.